# Thomas Wrießnig
Thomas Wrießnig (* 29. Januar 1955) ist ein deutscher Diplomat im Ruhestand. Er war von 2017 bis 2020 Deutscher Botschafter in Honduras.

## Leben
Wrießnig absolvierte nach dem Abitur von 1975 bis 1980 ein Studium der Rechtswissenschaften an der Julius-Maximilians-Universität Würzburg, der Universität Genf sowie der Universität Regensburg und schloss dieses Studium 1981 mit dem Ersten juristischen Staatsexamen sowie 1983 mit dem Zweiten Juristischen Staatsexamen ab. Im Anschluss arbeitete er zwischen 1983 und 1984 als Wissenschaftlicher Assistent am Lehrstuhl für Europarecht an der Universität Regensburg.
1985 trat Wrießnig in den Auswärtigen Dienst ein und fand nach Vorbereitungsdienst sowie Laufbahnprüfung für den höheren auswärtigen Dienst von 1986 bis 1989 zunächst Verwendung als Zweiter Sekretär im Referat für Antarktispolitik und Seerecht im Auswärtigen Amt in Bonn sowie danach zwischen 1989 und 1991 als Erster Sekretär an der Botschaft in Südkorea.
1991 wurde Wrießnig Erster Sekretär und Referent für Westeuropapolitik im Auswärtigen Amt und fand danach zwischen 1994 und 1997 Verwendung als Politischer Botschaftsrat an der Botschaft in Russland, ehe er von 1997 bis 2002 stellvertretender Leiter des Ostasienreferates im Auswärtigen Amt war. Danach war er zwischen 2002 und 2006 als Botschaftsrat sowie Gesandter Leiter der Kulturabteilung an der Botschaft in den USA.
Nach seiner Rückkehr war Wrießnig von 2006 bis 2007 Referatsleiter für Südasien sowie danach zwischen 2007 und 2009 als Vortragender Legationsrat Erster Klasse Referatsleiter für Ostasien im Auswärtigen Amt in Berlin, ehe er von 2009 bis 2012 als Gesandter Leiter der Wirtschaftsabteilung der Botschaft in Frankreich war.
Bis 2015 war Wrießnig Botschafter, Ständiger Vertreter der Bundesrepublik Deutschland bei der FAO, dem WFP und dem IFAD in Rom und damit Nachfolger des in den Ruhestand getretenen Friedrich-Carl Bruns. Sein Nachfolger ist Hinrich Thölken.
2015 wurde er Vizepräsident der Bundesakademie für Sicherheitspolitik. Von 2017 bis 2020 war Wrießnig Botschafter in Honduras.
Wrießnig ist verheiratet mit Martina Nibbeling-Wrießnig, die von 2018 bis 2022 deutsche Botschafterin in Costa Rica war.

## Weblink
- Lebenslauf auf der Webseite der deutschen Botschaft Tegucigalpa (Memento vom 2. Februar 2018 im Internet Archive)

| Vorgänger            | Amt                                                                                    | Nachfolger      |
| -------------------- | -------------------------------------------------------------------------------------- | --------------- |
| Friedrich-Carl Bruns | Ständiger Vertreter der Bundesrepublik Deutschland bei der FAO, WFP und IFAD 2012–2015 | Hinrich Thölken |
| Beatrix Kania        | Deutscher Botschafter in Honduras 2017–2020                                            | Jens Janik      |

| Personendaten    | Personendaten      |
| ---------------- | ------------------ |
| NAME             | Wrießnig, Thomas   |
| KURZBESCHREIBUNG | deutscher Diplomat |
| GEBURTSDATUM     | 29. Januar 1955    |